# 야치요정
야치요정(일본어: 八千代町 야치요마치[*])은 일본 이바라키현 유키군의 정이다.

## 역사
- 1955년 1월 1일 - 니시토요다촌, 나가유키촌, 안조촌, 시모유키촌이 합병해 야치요촌이 탄생하였다.
- 1972년 2월 1일 - 정으로 승격해 야치요정이 되었다.

## 인구
| 연도 | 인구   | ±%     |
| ---- | ------ | ------ |
| 1950 | 26,486 | —      |
| 1960 | 24,438 | −7.7%  |
| 1970 | 21,945 | −10.2% |
| 1980 | 22,845 | +4.1%  |
| 1990 | 24,351 | +6.6%  |
| 2000 | 24,352 | +0.0%  |
| 2010 | 23,108 | −5.1%  |

## 교통

### 도로
- 국도 125호선